# Zoarcidae

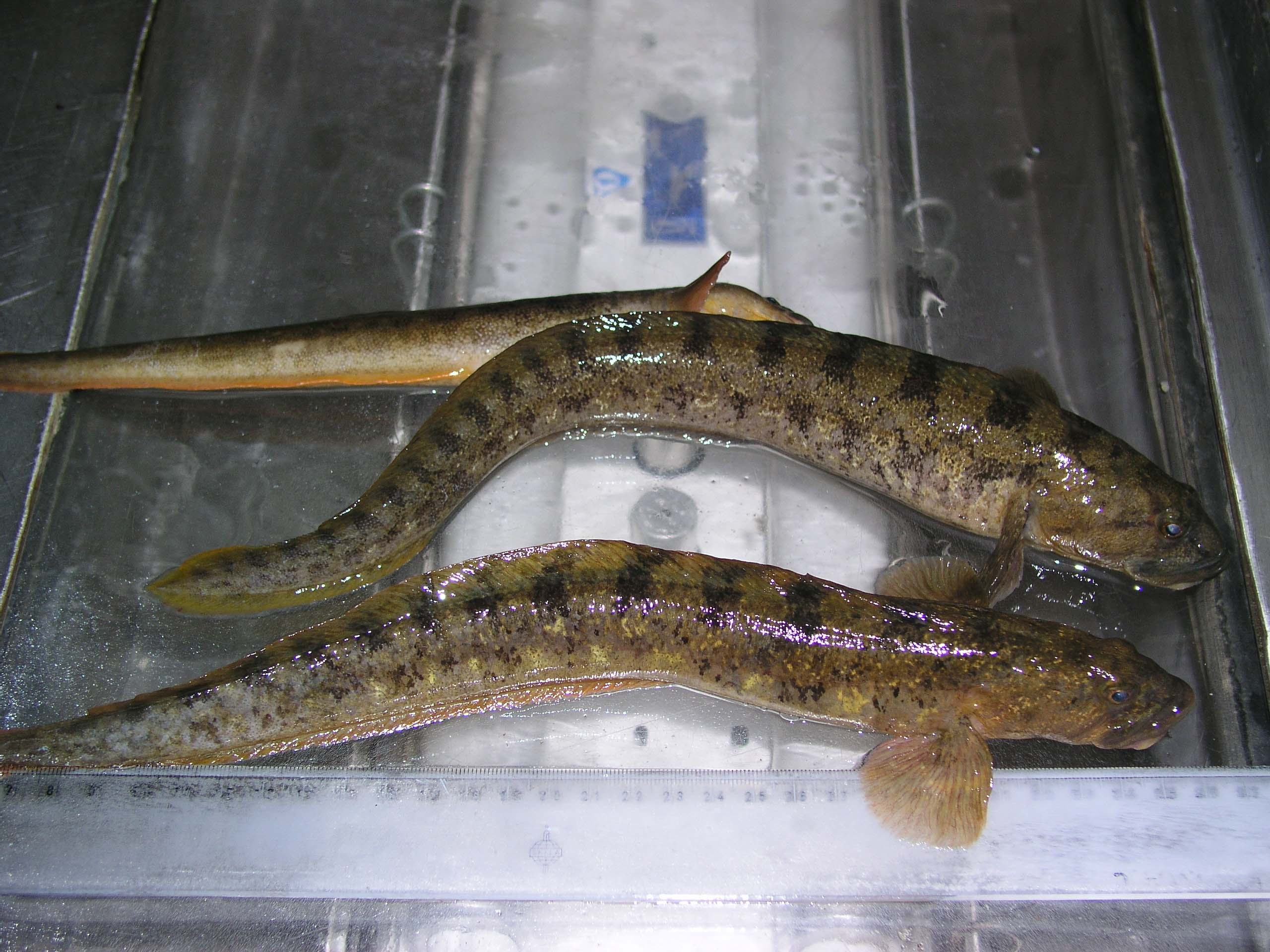
Zoarces viviparus

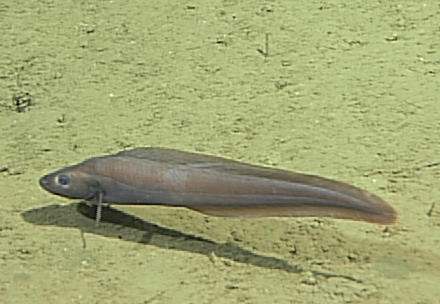
Bothrocara brunneum

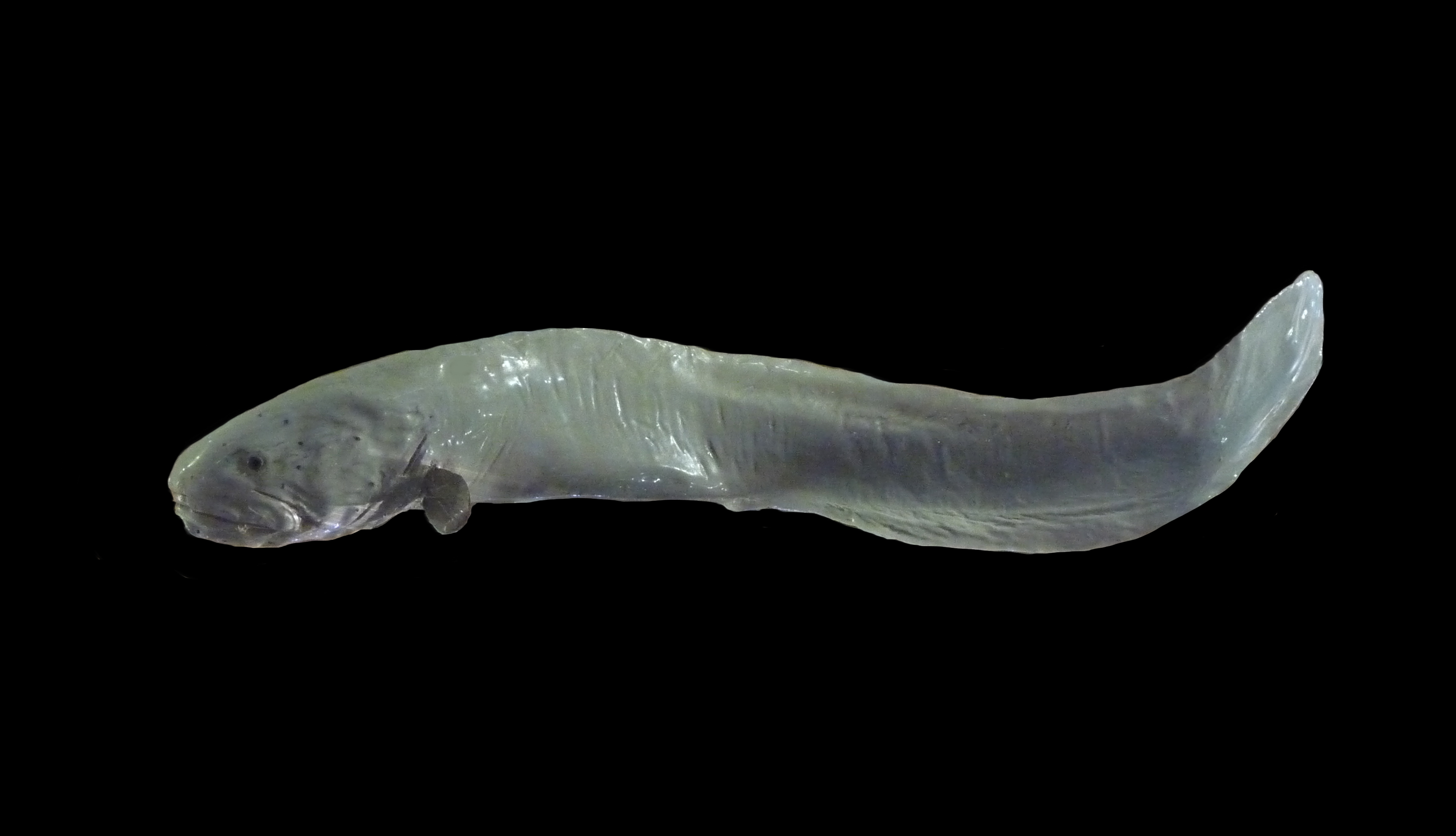
Thermarces cerberus

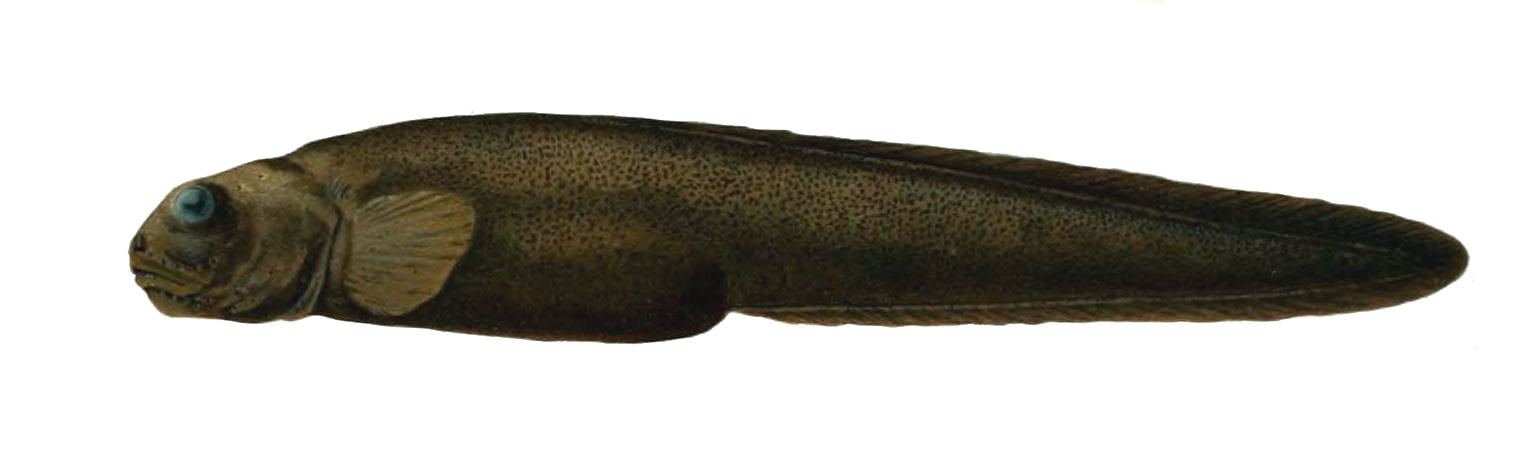
Pachycara bulbiceps

Gli Zoarcidae sono una numerosa famiglia di pesci ossei marini appartenenti all'ordine Perciformes.

## Distribuzione e habitat
Gli Zoarcidae sono tipici pesci da acque fredde, popolano le acque costiere dei mari freddi (sono comuni nei mari dell'Artide e dell'Antartide) e le zone abissali di tutti gli oceani. Nel mar Mediterraneo è presente, rarissima, solo la specie abissale Melanostigma atlanticum; lungo le coste dell'Oceano Atlantico europeo, compresi il mar Baltico, il Mare del Nord e La Manica, è comune la specie Zoarces viviparus.

## Descrizione
L'aspetto di questi pesci ricorda i ghiozzi o le bavose per quanto riguarda la testa e gli anguilliformi nel resto del corpo. 
Il muso è dotato di labbra carnose e la bocca, che è posta nella parte inferiore della testa, può essere piccola o molto ampia secondo le specie. Il corpo è allungato, talvolta serpentiforme. Le pinne dorsale, anale e caudale sono indistinguibili, unite in una pinna unica e continua. Le pinne ventrali sono spesso assenti, quando sono presenti sono poste molto in avanti, nella regione giugulare. Le pinne pettorali sono piuttosto ampie nella maggioranza delle specie. La linea laterale, così come le scaglie è assente in alcuni generi, quando sono presenti le squame queste sono molto piccole. È presente una sola narice per lato.
La dimensione massima di oltre 1 metro è raggiunta da Macrozoarces americanus, la misura media è di qualche decina di centimetri.

## Biologia

### Riproduzione
Sono ovipari tranne i rappresentanti del genere Zoarces, che invece sono ovovivipari. Alcune specie praticano cure parentali.

## Generi
La famiglia comprende i seguenti generi:
- Aiakas
- Andriashevia
- Austrolycus
- Barbapellis
- Bellingshausenia
- Bentartia
- Bilabria
- Bothrocara
- Bothrocarina
- Crossostomus
- Dadyanos
- Davidijordania
- Derepodichthys
- Dieidolycus
- Ericandersonia
- Eucryphycus
- Exechodontes
- Gosztonyia
- Gymnelopsis
- Gymnelus
- Hadropareia
- Hadropogonichthys
- Iluocoetes
- Japonolycodes
- Krusensterniella
- Letholycus
- Leucogrammolycus
- Lycenchelys
- Lycodapus
- Lycodes
- Lycodichthys
- Lycodonus
- Lycogrammoides
- Lyconema
- Lycozoarces
- Magadanichthys
- Maynea
- Melanostigma
- Nalbantichthys
- Notolycodes
- Oidiphorus
- Opaeophacus
- Ophthalmolycus
- Pachycara
- Phucocoetes
- Piedrabuenia
- Plesienchelys
- Pogonolycus
- Puzanovia
- Pyrolycus
- Santelmoa
- Seleniolycus
- Taranetzella
- Thermarces
- Zoarces